# Baek (cognome)
Baek (백?, 伯, 柏, 白, 百?) è un cognome di lingua coreana.

## Possibili trascrizioni
Back, Baik, Beak, Pack, Paek, Paik.

## Origine e diffusione
La parola baek significa "bianco". Lo hanja 白 ha origine cantonese, dalla dinastia Yuan e dalla dinastia Goryeo, e specificamente da Baek Wu Kyung, del clan Suwon Baek; altri hanja utilizzati sono 伯, 柏 e 百.
Si tratta del 27º cognome per diffusione in Corea secondo i dati del Korean National Statistics Office del 2015. Nel Paese è portato da circa 382447 persone.

## Persone
- Baek A-yeon, cantante sudcoreana
- Baek Jin-hee, attrice sudcoreana
- Yerin Baek, cantante sudcoreana